# Pietro de' Rossi

Stemma dei Rossi di Parma.

Pietro de' Rossi (1303 – Monselice, 8 agosto 1337) è stato un condottiero italiano e signore di Parma.

## Biografia
Era figlio di Guglielmo de' Rossi e di Donella da Carrara di Padova ed iniziò probabilmente il mestiere delle armi nel 1326.
Nel 1328 ricoprì a Padova l'incarico di podestà.  Nel 1336 incontrò a Brescia Giovanni I di Boemia e gli fu fedele, ricevendo la signoria di Parma. Nel 1332 fu al servizio di Lucca contro i fiorentini. Combatté a fianco di Carlo IV di Lussemburgo contro la lega di Castelbaldo e l'imperatore gli concesse Lucca in vicariato. Qui, nel 1334, venne assalito dagli Scaligeri e costretto alla fuga.
Nel 1336 il doge Francesco Dandolo lo assoldò assieme ai fratelli Rolando e Marsilio, nominato comandante delle truppe della lega antiscaligera. 

Il de' Rossi occupò il castello delle Saline di Chioggia, che rase al suolo il 22 novembre 1336. Il 3 agosto 1337 Padova si consegnò al de' Rossi, grazie a Marsilio da Carrara, signore della città e zio dei fratelli condottieri. Durante l'assedio, Alberto II della Scala venne catturato e condotto in carcere a Venezia.
L'8 agosto 1337 trovò la morte, trafitto da una lancia, durante l'assedio di Monselice, difesa da Pietro Dal Verme. Venne sepolto nella Cappella di San Giacomo della basilica di Sant'Antonio di Padova.
Fu raffigurato da Francesco Hayez in un dipinto intitolato Pietro Rossi prigioniero degli Scaligeri, databile intorno al 1820; il quadro rappresenta l'episodio in cui il Rossi, intento all'assedio del castello di Pontremoli, viene raggiunto dai messaggeri del doge Francesco Dandolo che gli recano l'invito del doge a prendere il comando delle truppe della serenissima nella lotta contro i Della Scala.

## Discendenza
Pietro sposò nel 1328 Ginella Fieschi di Calestano ed ebbero sei figli:
- Luchina;
- Teodora;
- Fresca;
- Isabella;
- Bernardo, cavaliere;
- Luigia.